# Araignée frite

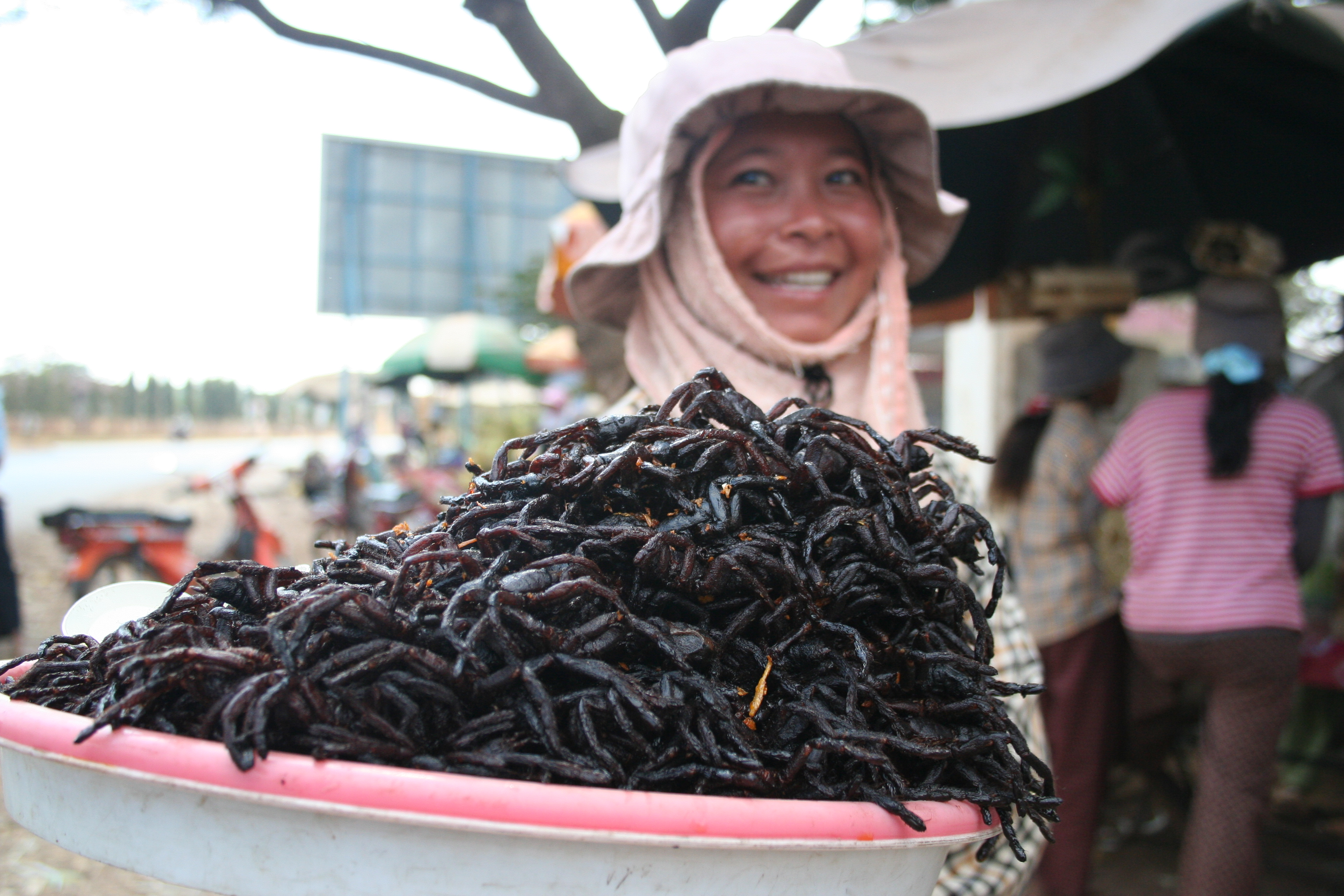
Vente d'araignées frites sur le marché de Skun.

L'araignée frite est un plat de cuisine cambodgienne originaire du village de Skun, au Cambodge.
Ce plat est préparé avec des mygales (plus particulièrement l'espèce Haplopelma albostriatum) sous forme de beignets. Les mygales sont élevées dans des trous au nord du village, puis frites dans de l'ail après avoir été recouvertes de sucre et de glutamate. On peut les manger avec de la bière ou une poignée de poivre noir de Kampot. Les vendeurs locaux racontent que le mets est recommandé pour les femmes venant d'accoucher, et pour les douleurs articulaires.
L'araignée frite a un goût amer, contrebalancé par le jus sucré et chaud dans lequel l'araignée a mariné. Le goût de la tête et du corps a été décrit comme un mélange entre le poulet et la morue. Les pattes sont croustillantes mais contiennent relativement peu de viande. L'abdomen peut être consommé, mais il est rempli d'une pâte noire qui peut contenir des œufs et des excréments, et n'est pas du goût de tout le monde.
La popularité du plat semble être relativement récente, datant du début des années 1990 ; il a été suggéré que cette pratique démarra sous les Khmers rouges, quand la nourriture se faisait rare.